# Chrysosplenium macrostemon
Chrysosplenium macrostemon är en stenbräckeväxtart som beskrevs av Carl Maximowicz, Adrien René Franchet och Sav.. Chrysosplenium macrostemon ingår i släktet gullpudror, och familjen stenbräckeväxter.

## Underarter
Arten delas in i följande underarter:
- C. m. atrandrum
- C. m. calcitrapa
- C. m. shiobarense
- C. m. viridescens

## Bildgalleri

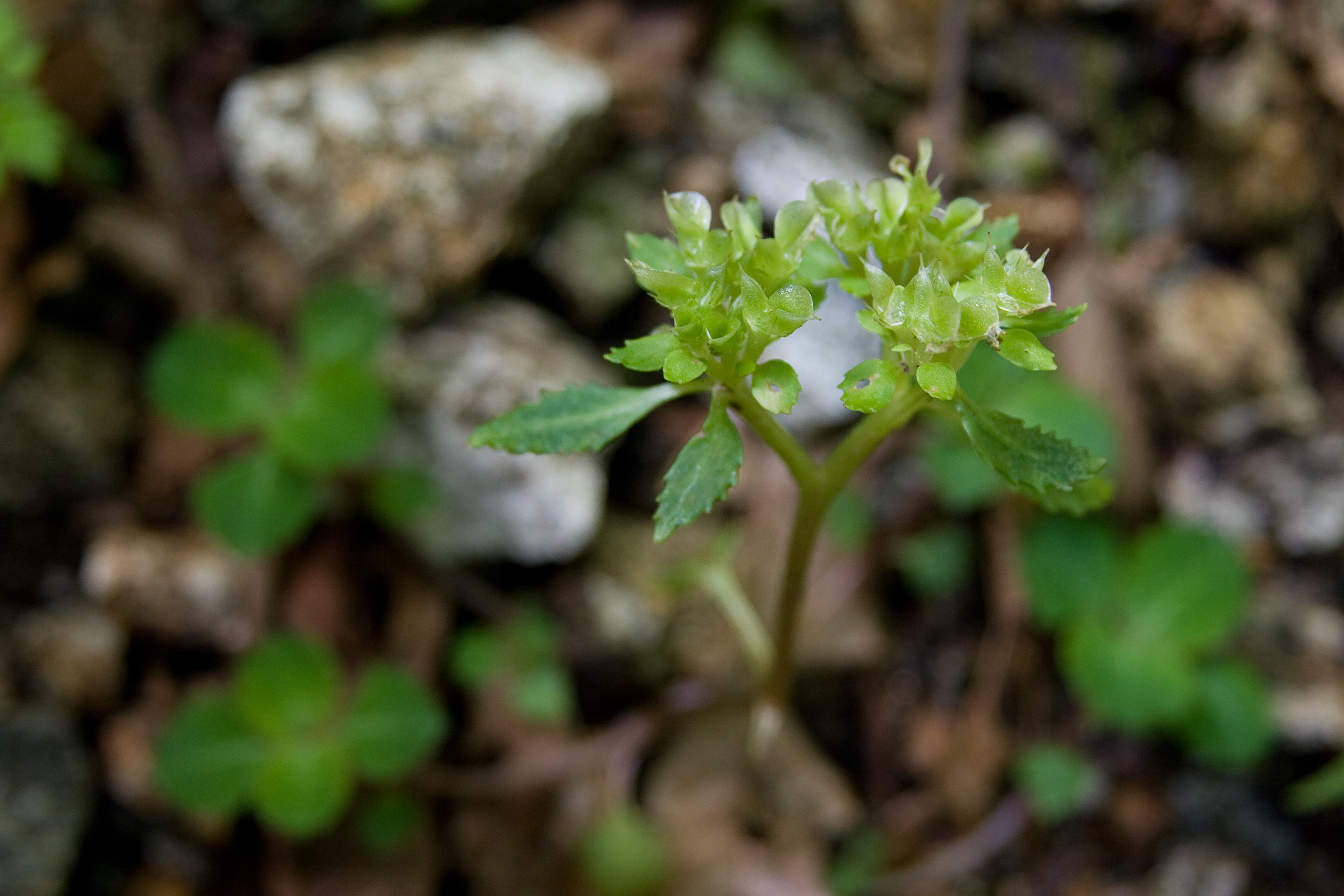
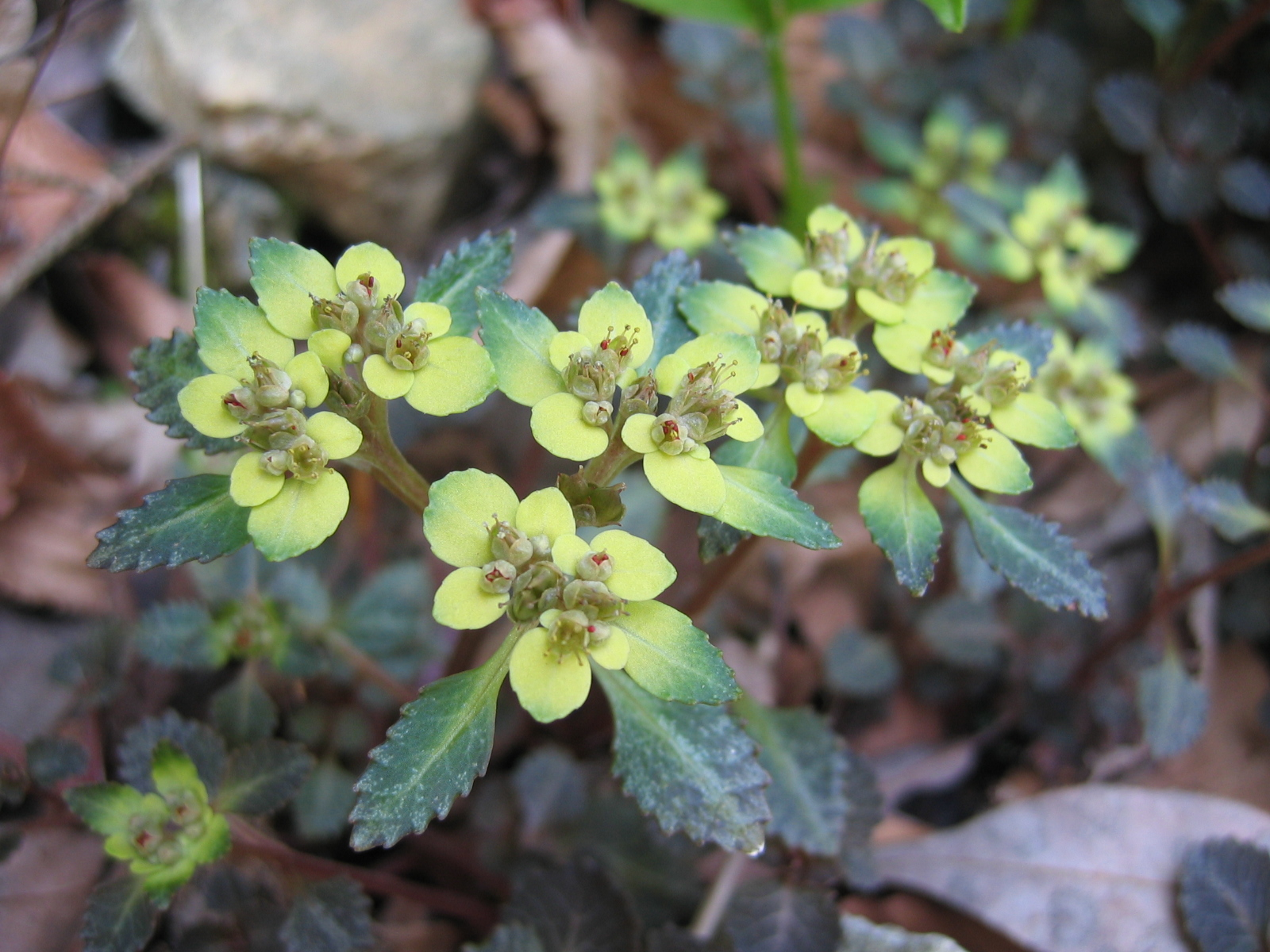